# Luzonoparmena habei
Luzonoparmena habei là một loài bọ cánh cứng trong họ Cerambycidae.